# Non abbiamo bisogno
Non abbiamo bisogno (hrv. Nemamo potrebu) je enciklika pape Pia XI. objavljena 29. lipnja 1931. godine kao prosvjed protiv ukidanja katoličke laičke organizacije Katolička akcija za vladavine talijanskog fašističkog režima Benita Mussolinija
U enciklici se stavlja Crkvu iznad (u Italiji: fašističke) države, te se osuđuje "pogansko klanjanje Državi" i obrazovanje mladeži na način da se u njih "usađuje mržnja, nasilje i bahatost", kao i stav Mussolinijeve države da Crkvi ostaju samo vjerski obredi, a da sav drugi društveni život treba u cijelosti kontrolirati država, što je bilo nijekanje socijalnoga nauka Katoličke Crkve u Italiji.

## Vanjske poveznice
- Tekst enciklike na engleskom
- Tekst enciklike na talijanskom